# Lamotte-Brebière
Lamotte-Brebière is een gemeente in het Franse departement Somme (regio Hauts-de-France) en telt 216 inwoners (2019). De plaats maakt deel uit van het arrondissement Amiens.

## Geografie
De oppervlakte van Lamotte-Brebière bedraagt 4,2 km², de bevolkingsdichtheid is 51 inwoners per km².

## Verkeer en vervoer
In de gemeente ligt spoorwegstation Lamotte-Brebière.
De onderstaande kaart toont de ligging van Lamotte-Brebière met de belangrijkste infrastructuur en aangrenzende gemeenten.

## Demografie
Onderstaande figuur toont het verloop van het inwonertal (bron: INSEE-tellingen).